# Kabasfatin (Stadtteil)
Kabasfatin ist ein Stadtteil der osttimoresischen Stadt Aileu (Verwaltungsamt Aileu, Gemeinde Aileu).

## Geographie und Einrichtungen

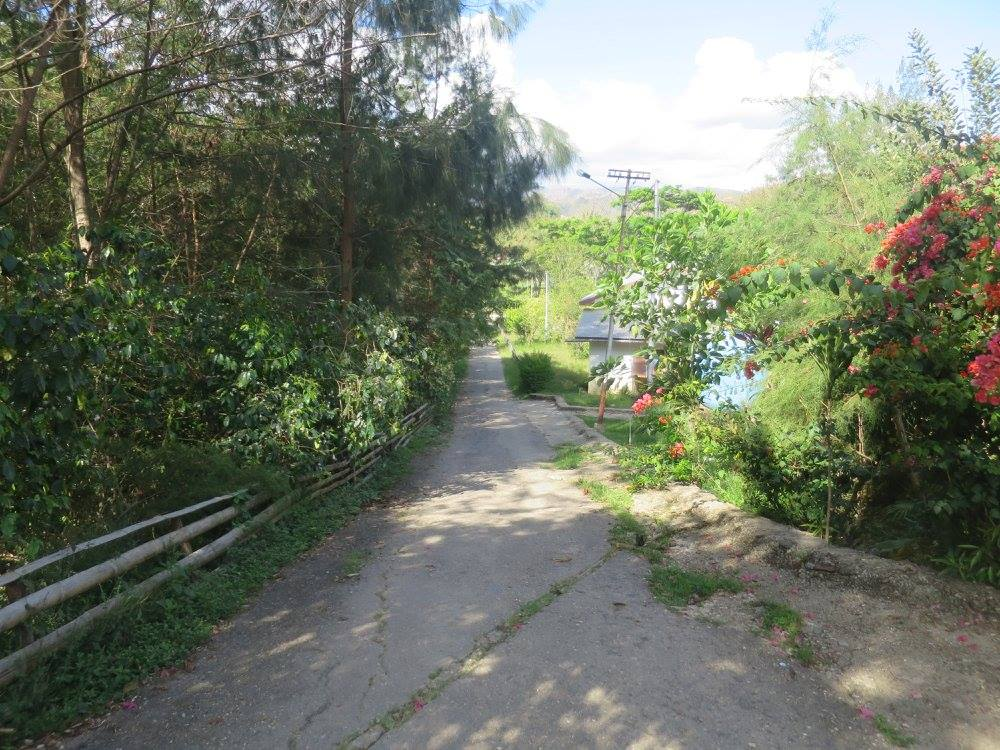
Nahe der Kirche von Aileu

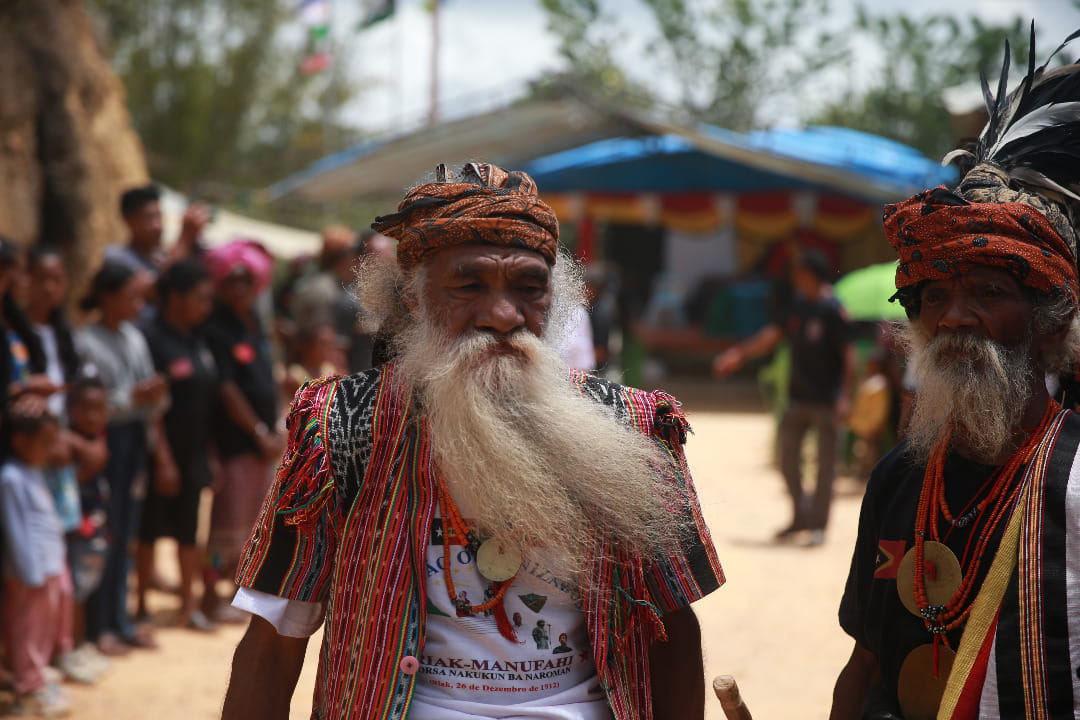
Mann in traditioneller Tracht in Kabasfatin

Kabasfatin liegt im Süden der Gemeindehauptstadt Aileu, der sich im Nordosten der Aldeia Kabasfatin (Suco Seloi Malere) befindet. Nördlich liegt das Stadtzentrum mit dem Stadtteil Malere, östlich der Stadtteil Ercolobere und südwestlich der Stadtteil Slorhum.
In Kabasfatin stehen das katholische Colégio São Paulo und die katholische Primärschule São Paulo sowie die Privatklinik Aileu Vila und auf einer Anhöhe die renovierte, katholische Pfarrkirche São Pedro e São Paulo.